# Obduzione
L'obduzione è un processo per cui porzioni di crosta oceanica sono spinte verso l'alto, anziché sprofondare verso il basso come si verifica di norma nelle zone di subduzione, e sovrascorrono il margine di contatto con altra crosta continentale o oceanica.
Le rocce caratteristiche della crosta oceanica obdotta sono le ofioliti, consistenti di basalto, gabbro, peridotite, dunite ed eclogite. Frammenti di costa obdotta possono essere trovati per es. nell'Oman, a Cipro (monti Troodos), nelle  Alpi, in Calabria (in Catena Costiera e nel massiccio del Reventino), a Terranova, in Nuova Caledonia, negli Appalachi o in Nuova Zelanda.  
Attualmente si ritiene che le ofioliti siano connesse alla chiusura di piccoli bacini oceanici, per es. fra un arco insulare e l'adiacente continente. Mentre il processo di subduzione è in atto, piccoli cunei di sedimenti, secondo la descrizione di Richard Fortey "porzioni di fondale oceanico strappate agli abissi", possono restare "appiccicati" al bordo della crosta continentale.